# Akitsushima (PLH-32)
L'Akitsushima (PLH-32) est un patrouilleur de classe Shikishima exploité par les Garde-côtes du Japon.

## Conception
Ce navire est une version agrandie et plus moderne du Shikishima antérieur. Les installations aéronautiques ont également été améliorées : alors que le Shikishima transporte des hélicoptères Aérospatiale AS332 Super Puma, ce navire est capable d’emporter le Airbus Helicopters H225 Super Puma plus grand.
L’armement a également été amélioré. En ce qui concerne le canon automatique de gros calibre, le navire est équipé de deux canons Bofors 40 mm L/70 montés en affût simple, par opposition aux canons Oerlikon 35 mm L/90 en affût double du Shikishima. Ces canons automatiques sont les mêmes que ceux portés par la classe Aso et la classe Hida, et sont capables de tirer avec précision avec un directeur optique. Les canons JM61 de 20 mm sont également mis à niveau vers la version de production comme sur les autres navires, tandis que le Shikishima est équipé des prototypes plus anciens.

## Carrière
L'Akitsushima a été mis en chantier le 10 mai 2011 et lancé le 4 juillet 2012 par IHI à Tokyo. Il a été mis en service le 28 novembre 2013,
En 2015, lors de la visite de l’empereur et de l’impératrice (行幸啓, Gyōkōkei) à Palaos, l'Akitsushima a été utilisé comme navire pour leur hébergement. Des plans inclinés et des rampes ont été mises en place pour que les deux Majestés âgées puissent monter confortablement à bord.
Le mardi 6 juin 2023, l'Akitsushima a pris part à un exercice trilatéral des garde-côtes américains, japonais et philippins, organisé au large de la province de Bataan, aux Philippines, dans les eaux proches de la mer de Chine méridionale. Les exercices ont été menés en présence de journalistes embarqués à bord du BRP Cabra, un patrouilleur de la garde côtière philippine. Le scénario retenu impliquait l’arraisonnement d’un navire soupçonné de transporter des armes de destruction massive, a déclaré le porte-parole des garde-côtes philippins, le commodore Armand Balilo. Des garde-côtes lourdement armés sont montés à bord du navire à partir d’un hors-bord et ont rassemblé l’équipage vers la poupe. Un hélicoptère survolait la zone alors que les navires garde-côtes américains et japonais aidaient à secourir les membres d’équipage qui avaient sauté du navire cible à la mer lors de l’assaut simulé,. Ce premier exercice trilatéral entre les garde-côtes américains, philippins et japonais a duré trois jours et a été nommé « Kaagapay », un mot philippin signifiant « se tenir côte à côte ». Outre l'Akitsushima, l’exercice a impliqué l’USCGC Stratton (WMSL-752), américain, mis en service en 2012 et basé à Alameda (Californie), et les navires de la Garde côtière philippine BRP Melchora Aquino (MRRV-9702), BRP Gabriela Silang (OPV-8301), BRP Boracay (FPB-2401) et un navire d’intervention multirôle (MRRV) de 44 mètres. Les navires ont simulé des scénarios de recherche et de sauvetage, des arraisonnements par les forces de l’ordre, des exercices de dépassement et de manœuvre en formation. De plus, ils ont effectué des exercices de communication et de signalisation et des opérations conjointes en bateau et dans les airs après leur visite au port de Manille.